# Cornelia Kramer
Cornelia Carmen Kramer Moltke Jensen (* 16. Dezember 2002 in Aalborg) ist eine dänische Fußballspielerin, die seit dem 1. Juli 2024 Vertragsspielerin des Bundesligisten Bayer 04 Leverkusen und seit dem 29. Oktober 2024 A-Nationalspielerin ist.

## Karriere

### Vereine
Kramer begann für den in ihrem Geburtsort ansässigen Aalborg BK mit dem Fußballspielen. Im Alter von nur 13 Jahren debütierte sie bereits für die Mannschaft der Altersklasse U18. Im Alter von 16 Jahren rückte sie in die erste Mannschaft auf, mit der sie im Juni 2020 in die höchste Spielklasse, der Gjensidige Kvindeliga, aufstieg. Am Saisonende 2019/20 avancierte sie mit zehn Toren in allen 14 Punktspielen zur besten Torschützin ihres Vereins. Zur Saison 2021/22 wechselte sie zum Ligakonkurrenten HB Køge für den sie bis zum Saisonende 2023/24 21 Tore in 61 Punktspielen erzielte. Zur Saison 2024/25 wurde sie vom Bundesligisten Bayer 04 Leverkusen verpflichtet. Ihr Pflichtspieldebüt gab sie zum Saisonstart am 31. August 2024 beim 3:2-Sieg im Auswärtsspiel gegen den SC Freiburg, ihr erstes Bundesligator erzielte sie am 27. September 2024 (4. Spieltag) beim 2:1-Sieg im Heimspiel gegen die TSG 1899 Hoffenheim mit dem Treffer zum 2:0 per Strafstoß in der 27. Minute.

### Nationalmannschaft
Kramer kam zunächst für die U16- und auch für die U17-Nationalmannschaft des DBU zu Länderspielen. Mit letzterer nahm sie an der Europameisterschaft 2019 in Bulgarien teil und kam in allen drei Spielen der Gruppe A zum Einsatz. Als Dritter der Gruppe schied sie mit ihrer Mannschaft vorzeitig aus dem Turnier aus. Im weiteren Verlauf kam sie auch folgerichtig für die U19- und U23-Nationalmannschaft in jeweils sechs Länderspielen zum Einsatz, in denen sie jeweils zwei Tore erzielte. Ihr Debüt in der A-Nationalmannschaft am 29. Oktober 2024 in Esbjerg bei der 1:2-Niederlage im Freundschaftsspiel gegen die Nationalmannschaft der Niederlande krönte sie mit ihrem ersten Tor, dem Treffer zum Endstand in der 87. Minute.
Am 20. Juni 2025 wurde sie für die EM-Endrunde nominiert. Sie wurde bei den drei Niederlagen der Däninnen nur im zweiten Spiel gegen Deutschland für die letzte halbe Stunde eingewechselt.

## Erfolge
- Dänischer Meister 2022, 2023